# Haplophyllum affine
Haplophyllum affine är en vinruteväxtart som först beskrevs av Aitch. & Hemsl., och fick sitt nu gällande namn av Korov. Haplophyllum affine ingår i släktet Haplophyllum och familjen vinruteväxter. Inga underarter finns listade i Catalogue of Life.